# タニシ
タニシ（田螺、英語: river snails）は、腹足綱 原始紐舌目 タニシ科 Viviparidae に分類される巻貝の総称。
南米と南極大陸を除く各大陸とその周辺地域の淡水に生息し、雌雄異体の卵胎生である。一般的に、殻口をぴったりと塞げる蓋を持つ。リンゴガイ科（スクミリンゴガイ等）と並び淡水生の巻貝としては大型の種を含む。

## 概要
南米・南極を除いた大陸とその周辺の淡水に棲息しており、数センチメートルの黒っぽく見える殻を持つものが多い。特筆すべきはその摂食法の幅の広さで、物の表面に着生した藻類などを削り取って食べる刈り取り食者（グレイザー）であり、水底の沈殿物を食べるデトリタス食者でもあり、さらには水中の懸濁物を鰓で集めて食べる濾過摂食者でもある。このため一部の種は大きな状況変化がある中でも生き延びることができ、例えば水田のような環境が変化しやすい小規模な水域にも大型種が生息することが可能となっている。
アジアには特に種類が多く、タニシと人とを近づける稲作文化と相俟って、食用を主とした人との関わりが生まれた。日本でも「つぼ」や「田つぼ」、「ツブ」や「田つぶ」、あるいは「田んぼのサザエ」という呼び方で食用にされる。ただし他の淡水動物同様、寄生虫の宿主ともなるので食用には十分に熱することが肝要である。日本にはマルタニシ、オオタニシ、ナガタニシ、ヒメタニシの4種がおり、日本全国の水田、用水路、池などに分布するが、分布域は種類によって多少異なり、ナガタニシは琵琶湖だけに棲息する固有種である。
科名はヨーロッパに分布する Viviparus 属から名づけられたが、この属名は胎生 (vivipara) を意味し、その名のとおりタニシ科の全ての種が卵胎生で、かなり成長した仔貝を産む。また、異型精子を持つことでもよく知られ、手塚治虫の医学博士の学位論文はタニシの『異形精子細胞における膜構造の電子顕微鏡的研究』であった。

## 特徴

### 殻

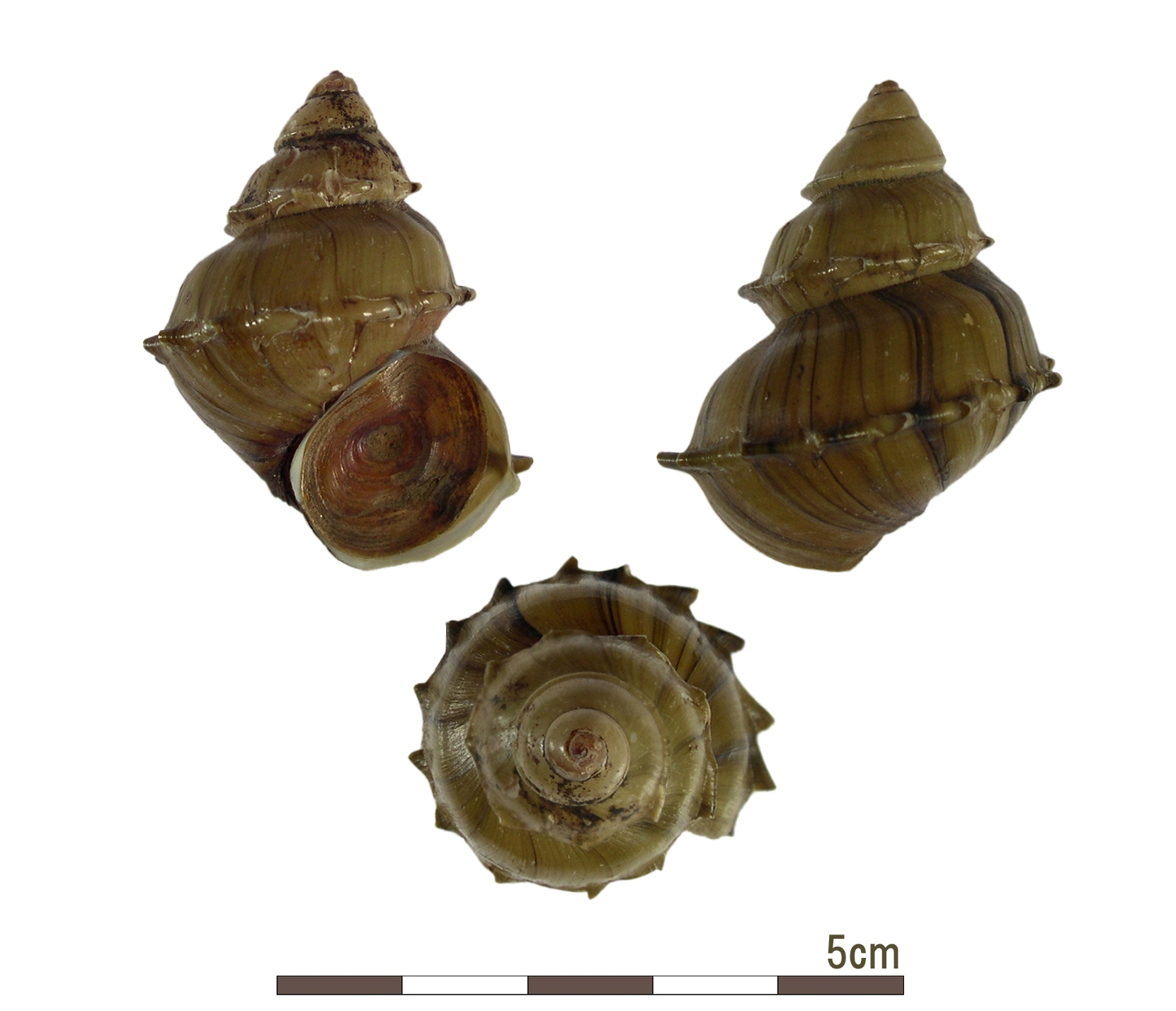
トゲタニシ　Angulyagra (Acanthotropis) partelloi
ミンダナオ島・ラナオ湖の固有種。

殻高は1 cm - 8 cm程度であるが、5 cm以下の種が多い。殻は全ての種が右巻きで、多少なりとも高まった螺層を持っている。ほとんどの種の殻本体は白色から淡褐色であるが、その表面は暗緑色から暗褐色の厚い殻皮に覆われており、さらに藻類や酸化物などが付着しているため、大抵は黒く見える。他の淡水貝類と同様、派手な斑紋を持つものは少なく、褐色の螺旋状の縞模様をもつ種が見られる程度である。殻の表面は平滑か弱い螺肋があるものが多く、目立つ突起などは中国のコブタニシやフィリピンのトゲタニシといったごく一部の種に見られるのみである。足の後部背面には褐色のキチン質の蓋があり、殻口をぴったり塞ぐことができる。蓋は殻口と同形の滴型で、核は中央付近にあり、同心円状に成長する。蓋を閉めるときに殻内の空気が隙間から漏れ出して「チュ〜」という音が時々することがある。

### 軟体
頭部にはよく発達した1対の触角があり、その根元付近の外側に目がある。オスの右触角は先端まで輸精管が通じており、陰茎としても用いられる。このため多少なりとも変形しており、Viviparinae 亜科や Lioplacinae 亜科では正常な左触角より短くて先端が太く終わっており 、Bellamyinae 亜科では左触角より長く顕著にカールしている。したがって右触角を見れば雌雄の判別ができる。古くから複数種の異型精子の存在が知られており、その機能については正常精子の運搬用、栄養体、あるいは他個体の精子に対する攻撃用など、諸説ある。雌は交尾によって体内受精し、卵が子貝になるまで体内で保護する卵胎生で、十分育った稚貝を数個から十数個産み出す。種類によっても異なるが、子貝は4 mm - 1 cm程度で体の基本的な構造は親貝と同じであるが、殻の巻き数が少なく、殻皮が変化した毛をもつことが多い。この毛は親貝ではほとんど失われている。
歯舌は紐舌型（ちゅうぜつがた：taenioglossate）で、1個の中歯、1対の側歯、2対の縁歯の計7個が横1列に並んだものを一組として、それが前後に多数並んでいる。一つ一つの歯は比較的柔軟で、藻類などの削り取りにも沈殿したデトリタスの掬い取りにも適した構造になっている。また、背中には頭部右側から外套腔の奥まで達する繊毛帯を具えた食物溝を具えている。食物溝の両側は隆起しているが、特に左側の隆起は粘液腺に富み、よく発達して背鰭のような襞となり、右触角の後方から外套腔奥に向かって背中を斜めに走っている。右側の隆起はずっと弱いが、やはり食物溝に平行している。鰓で濾過された水中の懸濁物はこの食物溝を粘液でまとめながら右触角頭近くまで運ばれ、そこからさらに頭部運搬溝で口に運ばれ餌となる。以上のような歯舌の形態と食物溝の存在によって、刈り取り食、デトリタス食、濾過食という、他に例のないトリプル食性を実現しているのである。ちなみに近縁のタニシモドキ科（リンゴガイ科）ではタニシの食物溝の左襞に相当する部分が外套腔の天井まで達して外套膜と癒合した隔壁となって、外套腔を肺と鰓室とに二分することで水陸両用の構造になっている。
触角後方の頚部は鰭状に左右に伸びており、活動時はこれを丸めて水管とする。左が入水管で、その内部には鰓が位置し、右が出水管で内部には肛門などが位置する。普通は右の水管の方が大きく目立つ。このように頚部が伸びて水管を形成するのは、かつて中腹足目として一緒にされていた吸腔目の貝類が外套膜で水管を形成するのと異なる点である。

## 分布と分類

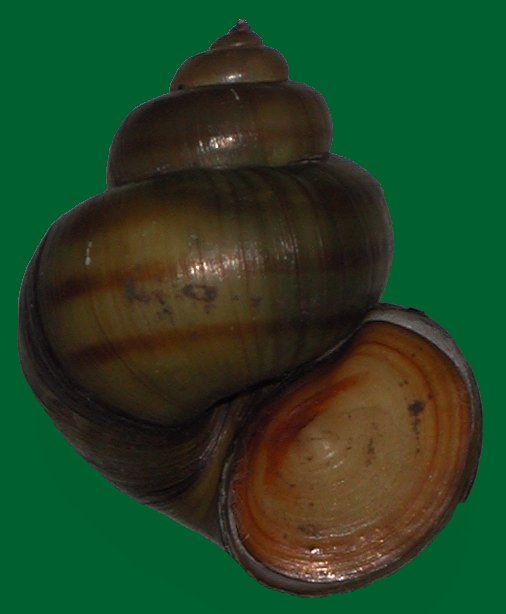
フタスジタニシ Viviparus contectus (Millet, 1873)
（Viviparinae 亜科）殻高 34.5 mm。オランダ・ユトレヒト州産。

ユーラシア大陸、アフリカ大陸、北米大陸、オーストラリアとその周辺地域の川、湖、池沼その他の淡水域に広く生息する。しかし南米大陸からは少数の化石種が知られるのみで、現生種は知られておらず、南極大陸にも生息しない。
主に生殖器系の解剖学的特徴から3亜科に分けられている。Lioplacinae 亜科と Viviparinae 亜科前は比較的近縁であるが、日本のタニシ類が含まれる アフリカヒメタニシ亜科 Bellamyinae はやや特異なため、ロシアの研究者などには独立のアフリカヒメタニシ科 Bellamyidae として扱う人もある。
- アフリカタニシ亜科 Bellamyinae：アフリカ、アジア、オーストラリアまで広く分布し、属も種も多く、形態の多様性も高い。特に東洋区での多様性が高いが、十分に調べられていないものも多い。代表的な属は Bellamya（アフリカ - アジア）、Filopaludina（インド・東南アジア）、Larina（豪州北部）、コブタニシ属 Margarya（中国雲南省）、Mekongia（東南アジア）、Notopala（豪州東部）、Taia（東南アジア）など。
- Lioplacinae 亜科（＝Campelominae 亜科）：北米のみに分布し、Campeloma と Lioplax の2属が知られている。種類数はそれほど多くはないが、Campeloma 属の分類には未整理な部分がある。
- タニシ亜科 Viviparinae：Viviparus（欧州・北米）と Tulotoma（北米アラバマ州のクーサ川水系の固有属）の2属が主なもので、現生種の数はそれほど多くはないが、Viviparus属には化石種が多く、平滑で単純な殻をもつ現生種に対し化石種では螺肋や疣があるものも知られている。

### 亜科と属の一覧
以下はWoRMSにおける亜科と属の分類である。「†」が付されているのは化石のみの属を示す。
- Bellamyinae Rohrbach, 1937 アフリカタニシ亜科（アフリカヒメタニシ亜科）
  - Amuropaludina Moskvicheva, 1979
  - Angulyagra Rao, 1931
  - Anularya L. J. Zhang & S. C. Chen, 2015
  - Anulotaia R. A. M. Brandt, 1968
  - Bellamya Jousseaume, 1886
  - Cipangopaludina Hannibal, 1912 マルタニシ属
  - Eyriesia P. Fischer, 1885
  - Filopaludina Habe, 1964
    - Filopaludina と Siamopaludina R. A. M. Brandt, 1968の2亜属に分類される。

  - Heterogen Annandale, 1921 ナガタニシ属
  - Idiopoma Pilsbry, 1901
  - Igapaludina Matsuoka, 1985 † イガタニシ属
  - Larina A. Adams, 1855
  - Margarya G. Nevill, 1877 コブタニシ属
  - Mekongia Crosse & P. Fischer, 1876
  - Neclarina Iredale, 1943
  - Notopala Cotton, 1935
  - Siamopaludina R. A. M. Brandt, 1968は Filopaludina の亜属（上記）
  - Sinotaia Haas, 1939
  - Taia Annandale, 1918
  - Tchangmargarya He, 2013 ヨウソウカイコブタニシ属
  - Temnotaia Annandale, 1919 †
  - Torotaia Haas, 1939
  - Trochotaia R. A. M. Brandt, 1974 コマガタツヤタニシ属
    - Centrapala Cotton, 1935は Larina A. Adams, 1855の異名
    - Dactylochlamys Rao, 1925は Angulyagra Rao, 1931の異名
    - Eularina Iredale, 1943は Larina A. Adams, 1855の異名
    - Lecythoconcha Annandale, 1920は Cipangopaludina Hannibal, 1912の異名
    - Notopalena Iredale, 1943は Notopala Cotton, 1935の異名
    - Robinsonia G. Nevill & H. Nevill, 1869は Neclarina Iredale, 1943の異名
- Lioplacinae Gill, 1863 （和名不詳の亜科） 
  - Campeloma Rafinesque, 819
  - Lioplax Troschel, 1856
    - 亜科 Campelomatinae Thiele, 1929 は亜科 Lioplacinae Gill, 1863の異名
- Viviparinae Gray,1847 タニシ亜科 
  - Galizgia Mikhaylovskiy, 1903
  - Kosovia Atanacković, 1959 †
  - Popovicia Neubauer & Harzhauser in Neubauer et al, 2015 †[3]
  - Rivularia Heude, 1890 カワニシ属
  - Trochopaludina Starobogatov, 1986
  - Tulotoma Haldeman, 1840
  - Viviparus Montfort, 1810
    - Contectiana Bourguignat, 1880 は Viviparus Montfort, 1810の異名
    - Metohia Popović, 1964 † は Popovicia Neubauer & Harzhauser in Neubauer et al., 2015の異名
    - Paludina Férussac, 1812は Viviparus Montfort, 1810の異名
    - Vivipara （慣用）は Viviparus Montfort, 1810の異名
    - 亜科 Kosoviinae Atanacković, 1959 † はタニシ亜科 Viviparinae Gray, 1847の異名

## 日本のタニシ
日本には後述の4種が棲息する。従来オオタニシやマルタニシなどにはマルタニシをタイプ種とする Cipangopaludina Hannibal, 1912という属名が使用されてきた。しかし軟体を比較研究した Smith (2000) は、Cipangopaludina 属は旧世界に広く分布する Bellamya 属と何ら変わりはなく、その中で単に大型になり、稚貝に色帯が出ない種類を Cipangopaludina と言っているに過ぎないとし、オオタニシやマルタニシも Bellamya 属とし、Cipangopaludina はせいぜい亜属レベルで使用すべきものであるとした。このため2000年以降では、これら2種の属名を、従来どおり Cipangopaludina とする人と Bellamya とする人がいる。また中国の研究者らは日本で Sinotaia 属とされるヒメタニシ類も Bellamya とする場合が多い。 ここでは検索の利便性と中庸の意味から Cipangopaludina や Sinotaia を Bellamya 属の亜属として学名に含めたが、さらに古い時代に日本のタニシにも使用された Idiopoma 属なども含め、アジアのタニシ類の属には十分な検討がなされていないものも多い。

### マルタニシ
Bellamya (Cipangopaludina) chinensis laeta (von Martens,1860)
- 絶滅危惧II類 (VU)（環境省レッドリスト）

独立種として記載され、Cipangopaludina 属のタイプ種でもあるが、その後中国産のシナタニシ B. chinensis chinensis (Griffith et Pidgeon, 1865)の亜種として扱われるようになった。螺層は6層、殻口は僅かに反り返り、内部は空色。殻に布目模様があるが、体層（殻の下部）では不明瞭。殻高約4.5 - 6 cm。北海道から沖縄に分布。但し、沖縄に分布するものは史前帰化と言われているが、その他の地域の個体群も同様に帰化種である可能性がある。全体的に丸みを帯びることと、殻表に数列の点刻状彫刻があることなどで判別できるが、殻の外見ではオオタニシとの区別が容易でない個体もあり、メスであれば体内の胎貝の形態から、オスの成貝であれば解剖することでより確実に判別できる場合がある。オオタニシ同様に大型であるため、古来より食用にされてきた。乾燥に強く、農閑期の水田や干上がった溜池などでも泥に潜って耐えるが、極度の乾燥や水質の汚染、汚濁などには弱い。かつては水田などでよく見られたが、農薬の影響や冬季の圃場の掘り返しなどで20世紀後期頃からは急速に減少傾向にある。そのため2000年に準絶滅危惧種に指定された後、2012年には絶滅危惧II類 (VU)（環境省レッドリスト）に指定され、30以上の都府県で絶滅危惧種に指定された。一方このような地域でも都市近郊の意外なところで生息が確認されることがしばしばある。
北米ではその学名から Chinese mystery snail などの名で呼ばれ、19世紀末頃にオオタニシとともに日本人が北米に持ち込んだとされるものが各地で大繁殖し、現地の湖沼の水草を大量に食害し、生態系を乱す事で問題になっている。北米では通常のガーデニングに水環境を組み合わせたウォーターガーデニング（en:Water garden）がよく行われるようになっており、その一要素（タンクメイト的な）としてホームセンターなどでタニシ類も売られることがあって、それが分布拡大を助長しているとも言われている。北米産の個体は日本のものより大型になる傾向がある。また、漢字は丸田螺。

### オオタニシ

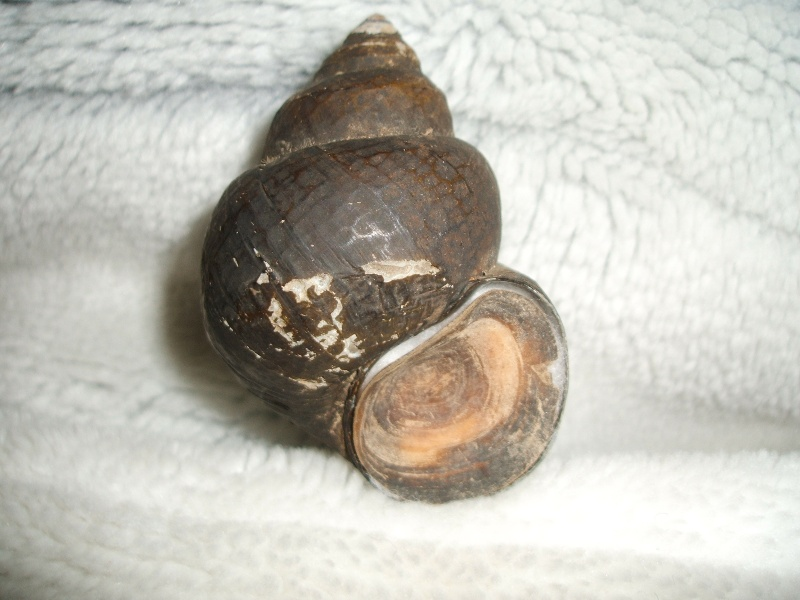
オオタニシ(神奈川県産)

Bellamya (Cipangopaludina) japonica (von Martens, 1860)
- 準絶滅危惧（NT）（環境省レッドリスト）

殻高約6.5 cm、北海道から九州に分布。水田にも見られるが、水の干上がらない池沼や湧水のある場所などに多い。漢字書きは大田螺。ヒメタニシにやや似るが大型で、殻底に比較的明瞭な角があるものが多い。本州北部から北海道にかけて分布するものは、殻の周囲がやや角張って大型になることから、カクタニシ B. (C.) j. iwakawa (Pilsbry, 1902) という亜種として区別されたことがあるが、北方では成貝になっても幼貝の形質である周縁角が残ることによる単なる生態型とされている。大型のため、昔から食用にされてきた。北米では Japanese mystery snail などの名で呼ばれ、1890年代に日本人労働者らが食用として持ち込んだものが各地に拡がり、日本のような天敵が殆どいない北米大陸では、マルタニシとともに生態系を乱すものとして問題視されている。ただし北米での記録にはマルタニシの誤同定も多いと言う。またマルタニシと同様の理由で個体数は減少傾向にあり、2007年に準絶滅危惧（NT）（環境省レッドリスト）種に指定されている 。

### ヒメタニシ
Bellamya (Sinotaia) quadrata histrica (Gould, 1859)
殻高約3.5 cm、北海道から九州に分布。水田、池沼、用水路など日本のタニシ科ではもっとも多様な環境に棲み、また汚染にも比較的強く、しばしば個体数も多い。オオタニシに似るが小型で、個体によって程度は様々だが、螺肋が多く見られることがある。また、琵琶湖水系では螺塔が全体的に細長くなり、40 mm前後となることもある。日本産のヒメタニシは奄美大島の標本を元に亜種histricaとして区別されているが、中国大陸に分布する原名亜種チュウシヒメタニシ（中支姫田螺） B. (S.) quadrata quadrata (Benson, 1842)とは外見上の違いはほとんどなく、中国からの外来種であるとも言われる。小型であるため日本では食用に適さないとされるが、中国では他のタニシ類とともに原名亜種もよく食用にされる。漢字書きは姫田螺

### ナガタニシ

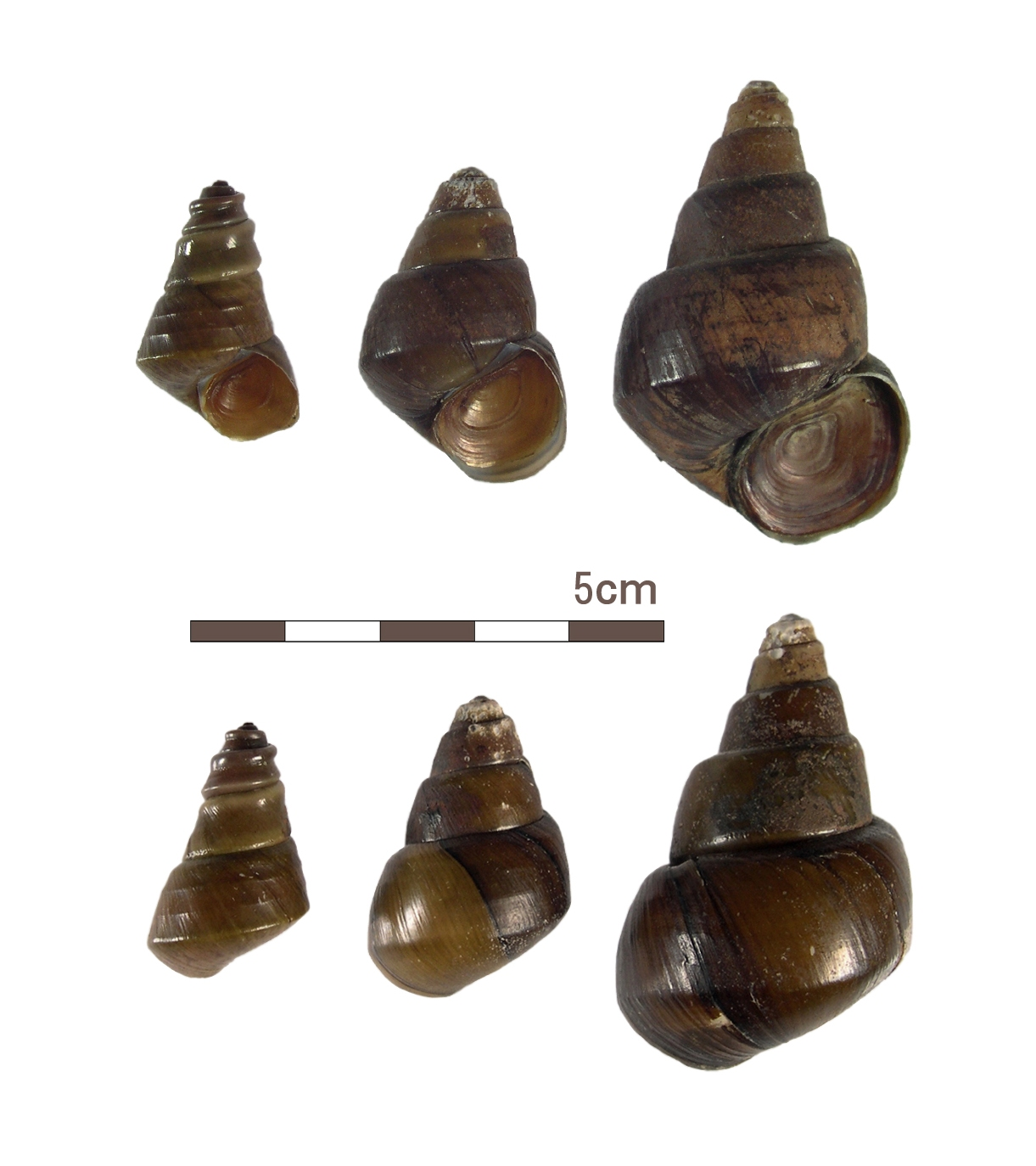
ナガタニシ（琵琶湖大津市産）

Heterogen longispira (Smith, 1886)
- 準絶滅危惧（NT）（環境省レッドリスト）

ナガタニシ属 Heterogen Annandale, 1921のタイプ種で、1属1種。琵琶湖水系の固有種で、現在は琵琶湖のみに生息するが、かつては流出する瀬田川にも生息していたという。殻高は最大7 cmほどになり、他種よりも殻皮が緑色がかったものが多い。螺管の上方が肩ができるため、螺塔部が段々になるのが特徴だが、時には肩が弱く、一見ヒメタニシやオオタニシに似た個体が出現することもある。胎児殻の形態が他の種と大きく異なっており、殻頂自体は尖るがそれに続く螺層には特徴的な螺状の畝（うね）ができ、畝の上が平坦部になる。大型のためオオタニシなどとともに食用にされ、昭和末期頃までは年間数トンの漁獲量があった。しかしその後個体数は減少し、他の二枚貝類を目的とした貝曳漁（かいびきりょう）で少量が混獲される程度となったと言われ、中でも水質悪化の激しい南湖では激減しているとされる。 そのため2000年に準絶滅危惧（NT）（環境省レッドリスト）種に指定されている。琵琶湖水系以外の場所で見られるものは移入個体群で、神奈川県・岐阜県・京都府などの記録があるが、それらは琵琶湖産の魚介類の放流移植に伴って移入されたものと推定されている。胎殻の類似などから中国雲南省のコブタニシ属 Margarya に近縁であると言われている。属名は変わった形の胎殻を表し、種小名は長く伸びたような螺塔に由来する。

## 「タニシ」と名の付くタニシ科以外の貝類
形状などがタニシ類に似ているために「〜タニシ」という和名が付けられている貝類も少なくないが、分類学的にはタニシ科とは直接の関係はない。たとえば殻高1 cm程度のマメタニシは、別目の吸腔目のエゾマメタニシ科に属する淡水生貝類で、形や生態も一見似ているが蓋は白っぽく硬い石灰質であることで区別できる。他にも陸産貝類のゴマオカタニシ科（アマオブネガイ目）の諸種、ヤマタニシ、アオミオカタニシなどのヤマタニシ科の諸種、ヤママメタニシ（イツマデガイ科）なども形の類似からタニシの名を持つが、タニシ科とは多少なりとも系統を異にする貝類である。
また、「ジャンボタニシ」の名で知られるスクミリンゴガイ（リンゴガイ科）は1980年代に台湾から長崎県に食用として移入された世界の侵略的外来種ワースト100にも指定されている南米原産の巻貝である。水田のイネやレンコンなどを食害するため生産者からは忌避されており、発見した場合は駆除が推奨されている。

## 人との関係

### 食材
きれいな水に入れて泥を吐かせた後に茹でて、竹串などで中身を引き出してそのまま食べたり、味噌煮や和え物にしたりする。山梨県、長野県、岐阜県の一部では貝殻のまま味噌汁（つぼ汁・つぶ汁）にし、山梨県ではお見合いの席には欠かせないものとされていた。また、兵庫県丹波篠山市では「丹波のたこ」とよばれ、ぬた和えにして食べられていた。肝吸虫（旧称肝臓ジストマ）の中間宿主とされるのは比較的縁の遠いマメタニシ類とタニシを混同した俗説であるが、肝蛭など他の寄生虫のメタセルカリア幼生が偶発的に付着している可能性は否定できないので、食べる際はよく加熱して調理すべきである。
かつての民間療法では旅に出る際に、自分の故郷で採れたタニシの肉を粉末にしたものを持って出て、旅先で服用すれば異郷の水に当たらないとされていた。
中国などでは殻のまま唐辛子などを加えて油炒めにしたピリ辛味の料理で食べることが多い。広西チワン族自治区の郷土料理「螺蛳粉」はタニシとビーフンを辛く煮込んだ麺料理である。ベトナムではBún ốc（タニシを具とした米粉麺）や、炒め料理で食べられる。タイではホイコム（หอยขม）などと呼ばれ茹でてグリーンチリソースをつけて食べたり、ゲーンと呼ばれる汁物に入れたりラープと呼ばれるサラダまたは和え物でも食べられている。

### 水槽の掃除
水槽にタニシを入れる。すると、時間はかかるが、ほとんどきれいになる。苔などの他、生き物のフン、汚泥、植物プランクトン、他の生き物の食べ残しなどを食べてくれる。このほか鯉などの釣り餌にされることもある。